# Boucader Diallo
Boucader Diallo (14 de setembro de 1984) é um futebolista profissional malinês que atua como defensor.

## Carreira
Boucader Diallo representou a Seleção Malinesa de Futebol nas Olimpíadas de 2004.